# シャーボX
シャーボXは、2006年に日本のゼブラが発表、2007年に発売された、高級多機能ペン。「かけ算すると何かが生まれる」をコンセプトにシャーボ発売30周年を記念しプロダクションされた次世代シャーボ。従来のシャーボを凌駕する機能性と多様性を備え、高級志向の人々を中心に人気を博している。これまでのシャーボのイメージを払拭し新たなインスピレーションを理念としたイマジネーションツールとしての地位を獲得している。

## ボディ
ボディは「しっくりとした動作感」を目指し新開発の回転式切替機構を搭載しており、クリック感の少ない精密で柔らかな動作感を実現している。またこれまでの多機能ペンでは避けて通れなかった、筆記中に起こる軸内部と芯の接触音も少なくなっており、クリップも弾力があり厚手の生地にも挟み易く全体的に高い評価を得る。後に追加されたTS10シリーズではバインダークリップと世界初の4機能回転式切替機構を搭載し他のモデルを上回る性能を備えている。
カラーバリエーションは単純なモノトーン系のものから革調のもの、さらにはアルミニウム合金製の軽量でスタイリッシュなものまで豊富な25種類を揃えている。

## シャープメカ
0.3mm、0.5mm、0.7mmがあり、好きな芯径を選べる。

## ボールペン
ボールペン替え芯は油性インク、エマルジョン、ジェルインクボールペンの3種類がある。金属レフィルを使用しているため、やや高い価格になる。
油性ボールペンの価格は88円（0.4mmのみ110円）で、0.4mm/0.5mmは黒のみ、0.7 mm/1.0mmには黒、赤、青、緑がある。
エマルジョンボールペンの価格は176円で、0.5mmおよび0.7 mmの黒、赤、青、緑。
ジェルインクボールペンは全て176円、0.4mmおよび0.5 mmでブラック、カーマインレッド、ロイヤルブルー、エメラルドグリーン、ブルーブラック。発売当初はエバーグリーン、セピア、ボルドー、0.7 mmの蛍光マゼンタも製造されていた。